# Primer Gobierno García-Page
El Primer Gobierno García-Page fue el ejecutivo regional de la comunidad autónoma española de Castilla-La Mancha, formado en julio de 2015 y disuelto en julio de 2019, correspondiente al primer mandato como presidente de la Junta de Comunidades de Castilla-La Mancha de Emiliano García-Page (PSOE).

## Historia
Emiliano García-Page tomó posesión como presidente de la Junta de Comunidades de Castilla-La Mancha el 4 de julio. Los consejeros tomaron posesión de sus cargos el 9 de julio.
Además del presidente y de sus consejeros, la directora del Instituto de la Mujer Araceli Martínez y el portavoz Nacho Hernando (sin rango de consejero) también se sientan en el consejo de gobierno.
En mayo de 2016, la consejera de Educación, Cultura y Deportes, Reyes Estévez anuncia su dimisión por motivos personales, siendo sucedida por Ángel Felpeto Enríquez.
En abril de 2017, por fallecimiento de la consejera de Fomento, Elena de la Cruz Martínez, se anuncia el nombramiento de su sucesora, Agustina García Élez.
En agosto de 2017, tras el acuerdo adoptado entre el PSOE de Castilla-La Mancha y Podemos-CLM, se crea la Vicepresidencia segunda y la Consejería Encargada de la Coordinación del Plan de Garantías Ciudadanas, que fueron ocupadas por dos miembros de Podemos: José García Molina como vicepresidente segundo e Inmaculada Herranz como consejera encargada de la Coordinación del Plan de Garantías Ciudadanas.

## Composición
| Nombre                       | Retrato                           | Cargo                                                                    | Inicio               | Fin                | Partido | Partido | Refs.               |
| ---------------------------- | --------------------------------- | ------------------------------------------------------------------------ | -------------------- | ------------------ | ------- | ------- | ------------------- |
| Emiliano García-Page Sánchez |                                   | Presidente de la Junta de Comunidades de Castilla-La Mancha              | 4 de julio de 2015   | 6 de julio de 2019 |         | PSOE    | [ 5 ]               |
| José Luis Martínez Guijarro  |                                   | Vicepresidente                                                           | 9 de julio de 2015   | 8 de julio de 2019 |         | PSOE    | [ 6 ] [ 7 ] [ 8 ]   |
| José Luis Martínez Guijarro  | Consejero en funciones de Fomento | 2016                                                                     | 2016                 |                    |         | PSOE    | [ 6 ] [ 7 ] [ 8 ]   |
| José Luis Martínez Guijarro  | Vicepresidente primero            | 10 de agosto de 2017                                                     | 8 de julio de 2019   |                    |         | PSOE    | [ 6 ] [ 7 ] [ 8 ]   |
| José García Molina           |                                   | Vicepresidente segundo                                                   | 10 de agosto de 2017 | 8 de julio de 2019 |         | Podemos | [ 4 ] [ 9 ]         |
| Patricia Franco Jiménez      |                                   | Consejera de Economía, Empresas y Empleo                                 | 9 de julio de 2015   | 8 de julio de 2019 |         |         | [ 10 ]              |
| Juan Alfonso Ruiz Molina     |                                   | Consejero de Hacienda y Administraciones Públicas                        | 9 de julio de 2015   | 8 de julio de 2019 |         | PSOE    | [ 11 ]              |
| Jesús Fernández Sanz         |                                   | Consejero de Sanidad                                                     | 9 de julio de 2015   | 8 de julio de 2019 |         |         | [ 12 ]              |
| Francisco Martínez Arroyo    |                                   | Consejero de Agricultura, Medio Ambiente y Desarrollo Rural              | 9 de julio de 2015   | 8 de julio de 2019 |         |         | [ 13 ]              |
| Reyes Estévez Forneiro       |                                   | Consejera/o de Educación, Cultura y Deportes                             | 9 de julio de 2015   | 6 de mayo de 2015  |         |         | [ 14 ] [ 15 ]       |
| Ángel Felpeto Enríquez       |                                   | Consejera/o de Educación, Cultura y Deportes                             | 6 de mayo de 2015    | 8 de julio de 2019 |         | PSOE    | [ 16 ]              |
| Elena de la Cruz             |                                   | Consejera de Fomento                                                     | 9 de julio de 2015   | 4 de abril de 2017 |         | PSOE    | [ b ] [ 17 ] [ 18 ] |
| María Agustina García Elez   |                                   | Consejera de Fomento                                                     | 10 de abril de 2017  | 8 de julio de 2019 |         | PSOE    | [ 19 ]              |
| Aurelia Sánchez Navarro      |                                   | Consejera de Bienestar Social                                            | 9 de julio de 2015   | 8 de julio de 2019 |         |         | [ 20 ]              |
| Inmaculada Herranz           |                                   | Consejería encargada de la Coordinación del Plan de Garantías Ciudadanas | 10 de agosto de 2017 | 8 de julio de 2019 |         | Podemos | [ 4 ] [ 21 ]        |